# Sullivan County (Indiana)
Das Sullivan County ist ein County im US-amerikanischen Bundesstaat Indiana. Im Jahr 2010 hatte das County 21.475 Einwohner und eine Bevölkerungsdichte von 18,5 Einwohnern pro Quadratkilometer. Der Verwaltungssitz (County Seat) ist Sullivan.

## Geografie
Das County liegt im Südwesten von Indiana am östlichen Ufer des Wabash River, der die Grenze zu Illinois bildet. Es hat eine Fläche von 1176 Quadratkilometern, wovon 18 Quadratkilometer Wasserfläche sind. An das Sullivan County grenzen folgende Nachbarcountys:
| Clark County (Illinois)    | Vigo County | Clay County   |
| Crawford County (Illinois) |             | Greene County |
|                            | Knox County |               |

## Geschichte
Das Sullivan County wurde am 30. Dezember 1816 aus Teilen des Knox County gebildet. Benannt wurde es nach Daniel Sullivan, einem Helden im Amerikanischen Unabhängigkeitskrieg.
6 Bauwerke und Stätten des Countys sind im National Register of Historic Places eingetragen (Stand 4. September 2017).

## Demografische Daten

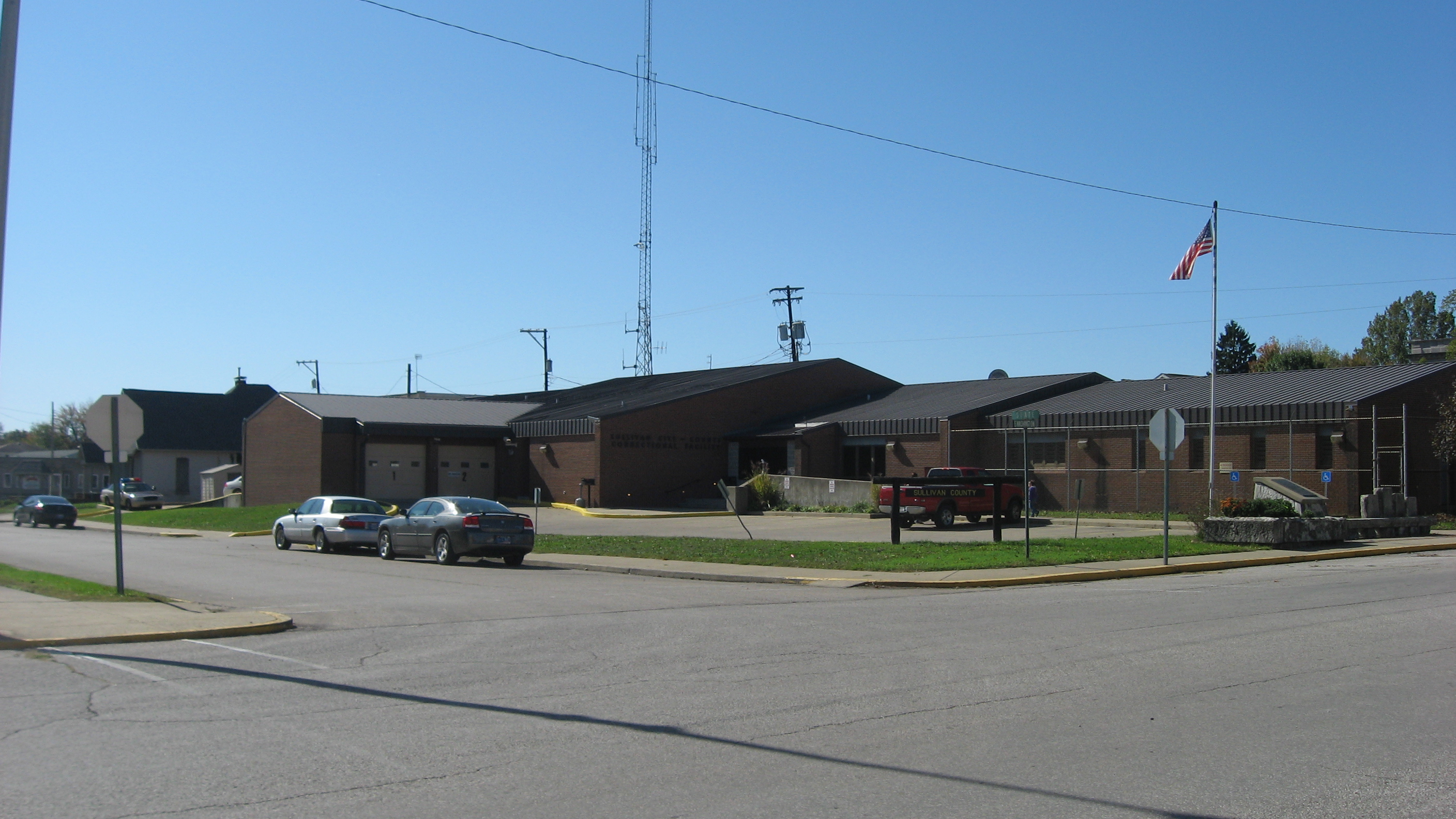
Bezirksgefängnis des Sullivan County

Nach der Volkszählung im Jahr 2010 lebten im Sullivan County 21.475 Menschen in 7855 Haushalten. Die Bevölkerungsdichte betrug 18,5 Einwohner pro Quadratkilometer. In den 7855 Haushalten lebten statistisch je 2,48 Personen.
Ethnisch betrachtet setzte sich die Bevölkerung zusammen aus 93,8 Prozent Weißen, 4,6 Prozent Afroamerikanern, 0,3 Prozent amerikanischen Ureinwohnern, 0,2 Prozent Asiaten sowie aus anderen ethnischen Gruppen; 1,0 Prozent stammten von zwei oder mehr Ethnien ab. Unabhängig von der ethnischen Zugehörigkeit waren 1,5 Prozent der Bevölkerung spanischer oder lateinamerikanischer Abstammung.
20,8 Prozent der Bevölkerung waren unter 18 Jahre alt, 63,9 Prozent waren zwischen 18 und 64 und 15,3 Prozent waren 65 Jahre oder älter. 45,6 Prozent der Bevölkerung war weiblich.

Das jährliche Durchschnittseinkommen eines Haushalts lag bei 47.640 USD. Das Pro-Kopf-Einkommen betrug 21.371 USD. 13,2 Prozent der Einwohner lebten unterhalb der Armutsgrenze.

## Ortschaften im Sullivan County
City
- Sullivan

Towns
| - Carlisle - Dugger - Farmersburg | - Hymera - Merom - Shelburn |

Unincorporated Communities
| - Baker - Baldridge - Benefiel Corner - Bucktown - Campbell Corner - Cass - Curryville - Dodds Bridge | - East Shelburn - Fairbanks - Gambill - Gilmour - Glendora - Graysville - Greenville - Hawton | - Jericho - Jackson Hill - Lewis - Merom Station - New Lebanon - Paxton - Pleasantville - Riverton | - Riverview - Scotchtown - Scott City - Shiloh - Standard - Stringtown - Wilfred |

## Gliederung
Das Sullivan County ist in neun Townships eingeteilt:
| Township           | Einwohner (2010) | FIPS     |
| ------------------ | ---------------- | -------- |
| Cass Township      | 2074             | 18-10792 |
| Curry Township     | 3559             | 18-16390 |
| Fairbanks Township | 733              | 18-22162 |
| Gill Township      | 871              | 18-27666 |
| Haddon Township    | 3987             | 18-30348 |
| Hamilton Township  | 6869             | 18-30672 |
| Jackson Township   | 1904             | 18-37476 |
| Jefferson Township | 417              | 18-38214 |
| Turman Township    | 1061             | 18-76814 |